# Hyophila muelleri
Hyophila muelleri là một loài Rêu trong họ Pottiaceae. Loài này được (Duby) A. Jaeger mô tả khoa học đầu tiên năm 1873.